# Wansdorf
Wansdorf ist ein Ortsteil der Gemeinde Schönwalde-Glien im Havelland in Brandenburg.

## Geografie
Wansdorf liegt nordwestlich von Berlin am Rande des Krämer Forsts. Die Einwohnerzahl beträgt ca. 800. Wansdorf lag an der Bahnstrecke Nauen–Velten.

## Geschichte
Das „Dorf des Wan“, ein Angerdorf am Fuße des Glien, wurde im Jahre 1313 erstmals erwähnt. Vom 14. bis zum 19. Jahrhundert waren Grundherren die von Redern, darunter aus alten Schloßregistern von 1480 ein Otto von Redern. Die historische Genealogie der Familie führt bis zum General Hermann von Redern (1819–1886). Wansdorf galt als so genannter alter Besitz, es war ein klassisches Lehngut. Nach dessen Tod wurde das Gutshaus durch einen Brand zerstört und die Familie zog nach Berlin. Um 1880 wies das kreistagsfähige Rittergut, mit Brennerei, eine Größe von 1126 ha aus. Davon waren unter anderem 230 ha Ackerflächen und 634 ha Waldbesitz. Damaliger Pächter des Gutes war Ober-Amtmann Zarnack.
Das sogenannte Neue Schloss ist eine um 1900 gebaute Jugendstilvilla des Vetschauer Industriellen Ferdinand Griebenow (1848–1910), der für örtliche Dienstgeschäfte einen Grafen Reichenbach als Generalbevollmächtigten bestimmte. 1907 war der Gutsverwalter Hans von Gynz-Rekowsky (1853–1932), der auch mit den Angehörigen seiner Familie in Wansdorf lebte. 1914 gehörte das Rittergut mit 1140 ha der Stadtgemeinde Spandau, die zur Leitung Oberinsketor Feuerstack bestellte. 1929 hieß der Eigentümer Berliner Stadtgüter GmbH. Das Gut Wansdorf hatte damals eine Restgröße von 643 ha.
Wansdorf ist ein Straßendorf, noch bis vor hundert Jahren lagen fast alle Häuser direkt an der Straße, erst dann sind einige kleine Nebenstraßen dazugekommen. Gegenüber dem Schloss steht die Wansdorfer Dorfkirche, eine kleine barocke Saalkirche aus dem 18. Jahrhundert. Zwei Gutshäuser runden das historische Dorf-Ensemble ab.
Unweit des Ortsteils befinden sich das Gewerbegebiet „Am Rosengarten“ sowie das Klärwerk Wansdorf. Im Zuge der Dorferneuerung wurden vor allem Straßenbaumaßnahmen durchgeführt. Ein schöner und besonders in warmer Jahreszeit gern genutzter Radweg verläuft durch Wansdorf, der alle Ortsteile miteinander verbindet.

### Eingemeindung
Wansdorf wurde am 26. Oktober 2003 in die neue Gemeinde Schönwalde-Glien eingegliedert.

## Politik

### Wappen
| Wappen von Wansdorf | Blasonierung: „In Silber ein mit drei goldenen Sporenrädern belegter roter Schrägrechtsbalken, beseitet von zwei auswärts gekehrten dreiblättrigen grünen Kastanienzweigen.“ |
| Wappen von Wansdorf | Das Wappen wurde von Christian Gering aus Schönwalde-Dorf gestaltet und am 30. Januar 2002 durch das Ministerium des Innern genehmigt.                                       |

### Flagge
Die Flagge wurde von Christian Gering aus Schönwalde-Dorf gestaltet und am 30. Januar 2002 durch das Ministerium des Innern genehmigt.
Die Flagge ist Grün – Weiß - Grün - Weiß – Grün (2:1:12:1:2) gestreift (Querform: Streifen waagerecht verlaufend, Längsform: Streifen senkrecht verlaufend) und mittig mit dem Wappen belegt.

## Persönlichkeiten des Ortes (in alphabetischer Reihung)
- Rolf Kirfel (* 1916), Bildhauer, lebte und arbeitete im Ort und war Mitglied der Landwirtschaftlichen Produktionsgenossenschaft
- Ernst von Redern (* 9. August 1835 in Wansdorf), preußischer Generalleutnant († 1900)
- Hedwig von Redern (1866–1935), deutsche Erzählerin und Kirchenliederdichterin, lebte nach ihrer Geburt von 1866 bis 1886 in Wansdorf
- Hermann von Redern (* 5. Oktober 1819 in Wansdorf), Rittergutsbesitzer, königlich-preußischer Generalleutnant, Rechtsritter des Johanniterordens († 1886)

## Verkehr
Zwischen 1924 und 1963/64 war Wansdorf Bahnstation an der Bahnstrecke Nauen–Velten der Osthavelländischen Kreisbahnen.